# WTA Challenger Prag
Das WTA Challenger Prag (offiziell: Prague Open (Challenger)) ist ein Tennisturnier der WTA Challenger Series, das in der tschechischen Stadt Prag ausgetragen wird.

## Siegerliste

### Einzel
| Jahr | Siegerin        | Finalgegnerin          | Ergebnis |
| ---- | --------------- | ---------------------- | -------- |
| 2020 | Kristína Kučová | Elisabetta Cocciaretto | 6:4, 6:3 |

### Doppel
| Jahr | Siegerinnen                   | Finalgegnerinnen                       | Ergebnis |
| ---- | ----------------------------- | -------------------------------------- | -------- |
| 2020 | Lidsija Marosawa Andreea Mitu | Giulia Gatto-Monticone Nadia Podoroska | 6:4, 6:4 |